# Cappy
Cappy este o băutură răcoritoare produsă de The Coca-Cola Company în Europa Centrală și de Est, precum și în Egipt. Este disponibilă în mai multe arome: portocală, grapefruit, piersică, pară, multifruct, vișină și roșie. A fost produs pentru prima dată de compania Minute Maid, care a devenit divizie a  The Coca-Cola Company în anul 1960.

## Disponibilitate
Cappy este distribuit în mai multe țări precum Austria, Azerbaidjan, Bosnia și Herțegovina, Bulgaria, Croația, Cipru, Republica Cehă, Estonia Georgia, Ungaria, Italia, Kazahstan, Letonia, Lituania, Macedonia, Malta, Moldova, Autoritatea Palestiniană, Polonia, România, Serbia, Slovacia, Slovenia, Sudan, Nigeria, Turcia și Egipt.

## Legături externe
- Site oficial